# Rockwell City (Iowa)
Rockwell City – miasto w Stanach Zjednoczonych, w stanie Iowa, siedziba hrabstwa Calhoun. W 2000 liczyło 2 264 mieszkańców.